# NGC 3259
NGC 3259 est une galaxie elliptique située dans la constellation de la Machine pneumatique. NGC 3259 a été découverte par l'astronome britannique John Herschel en 1834.

## Caractéristiques
Sa vitesse par rapport au fond diffus cosmologique est de 1 789 ± 8 km/s, ce qui correspond à une distance de Hubble de 26,4 ± 1,9 Mpc (∼86,1 millions d'al).
À ce jour, 22 mesures non basées sur le décalage vers le rouge (redshift) donnent une distance de 29,059 ± 7,866 Mpc (∼94,8 millions d'al), ce qui est à l'intérieur des valeurs de la distance de Hubble. 

## Paire de galaxies
Selon une étude réalisée par Abraham Mahtessian en 1988, NGC 3259 et NGC 3266 forment une paire de galaxies.

## Supernova
La supernova SN 1994W a été découverte dans NGC 3259 le 16 septembre par l'astronome amateur sud africain Berto Monard. Cette supernova était de type Ia.